# Остров сокровищ в космосе
«Остров сокровищ в космосе» (итал. L'isola del tesoro, англ. Treasure Island in Outer Space) — сериал, снятый по мотивам романа Роберта Стивенсона «Острова сокровищ» в 1987 году. Действие сюжета перенесено в будущее, в эпоху межзвёздных перелётов, а сам остров — на необитаемую планету. Одна из самых дорогих итальянских телевизионных постановок на тему фантастики.

## Сюжет
Действие начинается возле радиомаяка на Сицилии. В постоялом дворе, принадлежащем матери Джима Хокинса, останавливается пират Билли Бонс, который, напившись, рассказал Джимми о карте, ведущей к сокровищам капитана Флинта. К нему наведываются его друзья, вначале Пью, который передал Билли чёрную метку, а затем Чёрный Пёс, который во время драки ранил Билли. Когда Чёрный Пёс ушёл, Джимми вызвал доктора Ливси. Позже в трактир наведалась вся шайка пиратов. Перед их приходом Билли Бонс разбился, упав с лестницы. Джим забрал карту и спрятался вместе с матерью, пока пираты обыскивали таверну. Появившийся патруль заставил пиратов сбежать, и они улетели на вертолёте. При этом Пью сорвался с вертолёта и разбился.
Джимми рассказал о карте доктору Ливси и его другу сквайру Трелони. Они наняли капитана Смолетта, корабль «Испаньолу» и экипаж, который, как вскоре выяснилось, состоял из пиратов. Добравшись до обломков ограбленного пиратами корабля, капитан и ещё несколько человек отправляются на борт, чтобы отбуксировать обломки с пути. Пираты решили оставить их снаружи. Джимми, остававшийся на борту, подслушал их разговор и отправился за своими друзьями. В результате план пиратов срывается.
К моменту прибытия выяснилось, что арсенал пуст — боцман Эрроу понял приказ «никакого оружия на борту» слишком буквально. После посадки пираты открыто взбунтовались и убили старшего техника Дэвиса, который отказался переходить на сторону пиратов. Тогда капитан, доктор, сквайр, андроид Джойс и Джим сбежали через систему охлаждения. При этом Джим свернул не туда и остался на борту. Остальные спрятались от пиратов на автоматическом радиомаяке. Оставшийся на борту Израэль Хэндс подрался с двумя другими пиратами, оставшимися на борту, убил их и, смертельно раненый, случайно отправил корабль вплавь.
Джим вскоре обнаружил Бена Ганна, который рассказал, что поссорился со своей командой, которая в отместку оставила его на острове. Утром Бен доставил Джима к радиомаяку.
Радиомаяк оказался единственным местом на острове, где была питьевая вода, и пираты устроили штурм, пытаясь завладеть им. В результате несколько пиратов было убито. Погиб и Джойс.
На следующий день Бен Ганн пришёл к Джимми, а Джимми в это же самое время отправился на поиски Бена Ганна. Вместо него он нашёл «Испаньолу». Он пришвартовал её и берегу и вернулся к радиомаяку, но вместо своих друзей встретил там пиратов во главе с Джоном Сильвером.
Связав Джима, пираты отправились за сокровищами. Но у них удаётся отбить и Джима, и сокровища. В дальнейшем пиратов, кроме Сильвера, который первым добрался до «Испаньолы», оставили на планете. При приближении к Земле Джон Сильвер, захватив свою долю сокровищ, улетает на шаттле.

## В ролях
- Итако Нардулли — Джим Хокинс
- Дэвид Уорбек — доктор Дэвид Ливси
- Энтони Куинн — «Длинный» Джон Сильвер
- Клаус Лёвич — капитан Александр Смоллетт
- Энди Луотто[итал.] — Бен Ганн
- Джованни Ломбардо Радиче — Израэль Хэндс
- Эрнест Боргнайн — Билли Бонс
- Бьяджо Пеллигра[англ.] — Слепой Пью

## Наследие
Известна другая научно-фантастическая экранизация «Острова сокровища» Стивенсона — анимационный фильм студии Disney «Планета сокровищ», который иногда называют ремейком сериала Маргерити.